# Ameropa Holding
Die Ameropa Holding AG mit Sitz in Binningen bei Basel, Schweiz, ist eine international tätige Schweizer Agrarhandels- und Produktionsgesellschaft für Getreide und Düngemittel. Das heute von Andreas Zivy in dritter Generation geleitete Familienunternehmen wurde 1948 durch Felix und Arthur Zivy gegründet und ist in 30 Ländern sowie auf allen Kontinenten vertreten.

## Geschichte
Mit Unterstützung der in New Orleans ansässigen C.B. Fox Co. gründeten Arthur und sein Sohn Felix Zivy 1948 die Ameropa Holding AG. In den Anfangsjahren importierte das Unternehmen US- und südamerikanische Getreide und Ölsaaten nach Europa und exportierte Düngemittel in die Vereinigten Staaten. Die ersten Exporte umfassten Stickstoffprodukte aus den Stickstoffwerken in Linz in die Vereinigten Staaten sowie Kaliumchlorid aus Ostdeutschland nach Japan.
Ebenfalls gleich zu Beginn wurde die Tochtergesellschaft Prochaska & Cie. in Österreich gegründet.
In den 1950er Jahren drang die Ameropa Holding AG in den südamerikanischen Getreidemarkt ein und erlangte die europäische Agentur für Weizen- und Maisverkäufe von der Asociacion de Cooperativas Argentinas. Als einer der ersten Akteure im Markt begann die Ameropa Holding AG 1959 brasilianische Sojabohnen zu importieren.
Im Jahre 1970 gründete die Ameropa Holding AG ihre zweite Tochtergesellschaft, Agri Négoce S.A. mit Sitz in Frankreich. 2007 beschäftigte Agri Négoce über 130 Mitarbeiter und erzielte einen Umsatz von über 120 Millionen Euro. 2016 wurde Agri Négoce, die 23 Geschäfte, in denen Getreide, Ölsaaten, Düngemittel, Pestizide und Saatgut verkauft werden, an Frankreichs grösste Getreideagrargenossenschaft Axéréal veräussert.
In den 1990er Jahren expandierte Ameropa weiter nach Deutschland, Ungarn, Russland, Belarus, in die Slowakei, nach China und Brasilien. 1997 unterstützte Ameropa als Investor die Gründung des Chemiehandelsunternehmens Kolmar, das später an Kolmars Geschäftsleitung verkauft wurde.
Die bis anhin grösste Akquisition wurde 2012 getätigt, als der rumänische Düngemittelhersteller Azomureş und das Hafenterminal Chimpex in Constanța den Besitzer wechselten.
Ameropas internationaler Handel als Kerngeschäft zieht sich über 31 Länder und stützt sich auf Produktionsbetriebe, Getreidesilos, Düngemittellager, Vertriebszentren und Hafenmischanlagen in Rumänien, Serbien, Ungarn, Kroatien, Australien und den USA.
Die Ameropa Holding AG exportiert Getreide, Ölsaaten und andere Produkte insbesondere aus Südosteuropa in den Mittelmeerraum und nach Asien. Für spezielle Weizenprodukte aus Europa, Kanada, den USA und Argentinien werden vermehrt auch Märkte in Afrika und dem Mittleren Osten erschlossen. Aus Asien wird zudem Reis nach Afrika exportiert.
Im Bereich der Chemikalien werden alle Arten von Stickstoff-, Phosphat- und Kalidüngemitteln weltweit gehandelt.
Im November 2018 richtete sich Ameropa auf den Totalverlust der Beteiligung an der russischen TogliattiAzot ein. Mittels fadenscheiniger Anklagen versuchte der Minderheitsaktionär UralChem unter der Führung von Dmitri Masepin, die Firma zu übernehmen. Ein erstinstanzliches Urteil wurde als Justizfarce angesehen und war wegen offensichtlicher Rechtsbeugung in Russland im Westen gar nicht vollstreckbar.